# Tidewater 250 1965
Tidewater 250 1965 var ett stockcarlopp ingående i Nascar Grand National Series (nuvarande Nascar Cup Series) som kördes 14 maj 1965 på den 0,4 mile (2,111 km) långa ovalbanan Langley Speedway i Hampton i Virginia. Totalt avverkades 100 miles (160,934 km) fördelat på 250 varv.  Banunderlaget var dirt.  Loppet vanns av Ned Jarrett i en Ford på tiden 1:20.41 körande för Bondy Long. Jarretts snitthastighet uppgick till 57,815 mph. Han var vid målgång ensam förare på ledarvarvet, ett varv före tvåan Dick Hutcherson. 
Prispotten uppgick till 4 640 dollar, varav 1 000 dollar gick till segraren.

## Resultat
| Plc     | Nr | Förare          | Team/ bilägare              | Konstruktör | Start | Varv | Ledda varv |
| ------- | -- | --------------- | --------------------------- | ----------- | ----- | ---- | ---------- |
| 1       | 11 | Ned Jarrett     | Bondy Long                  | Ford        | 2     | 250  | 149        |
| 2       | 29 | Dick Hutcherson | Holman Moody                | Ford        | 1     | 249  | 101        |
| 3       | 64 | Elmo Langley    | Langley-Woodfield Racing    | Ford        | 8     | 240  | 0          |
| 4       | 6  | Buddy Arrington | Arrington Racing            | Dodge       | 9     | 237  | 0          |
| 5       | 86 | Neil Castles    | Buck Baker Racing           | Plymouth    | 10    | 233  | 0          |
| 6       | 53 | Jimmy Helms     | David Warren                | Ford        | 19    | 225  | 0          |
| 7       | 34 | Wendell Scott   | Scott Racing                | Ford        | 11    | 223  | 0          |
| 8       | 52 | E.J. Trivette   | Jess Potter                 | Chevrolet   | 16    | 218  | 0          |
| 9       | 20 | Clyde Lynn      | Negre Racing                | Ford        | 13    | 213  | 0          |
| 10      | 8  | Larry Manning   | Larry Manning               | Chevrolet   | 21    | 212  | 0          |
| 11      | 80 | Worth McMillion | Allen McMillion             | Pontiac     | 20    | 210  | 0          |
| 12      | 68 | Bob Derrington  | Bob Derrington              | Ford        | 12    | 206  | 0          |
| 13      | 97 | Henley Gray     | Gene Cline                  | Ford        | 14    | 180  | 0          |
| 14      | 45 | Bud Moore       | Louis Weathersbee           | Plymouth    | 7     | 103  | 0          |
| 15      | 9  | Roy Tyner       | Roy Tyner                   | Chevrolet   | 15    | 78   | 0          |
| 16      | 26 | Junior Johnson  | Junior Johnson & Associates | Ford        | 5     | 67   | 0          |
| 17      | 99 | Gene Hobby      | Gene Hobby                  | Dodge       | 18    | 29   | 0          |
| 18      | 67 | Raymond Carter  | Arrington Racing            | Dodge       | 17    | 13   | 0          |
| 19      | 72 | Doug Yates      | Doug Yates                  | Plymouth    | 3     | 0    | 0          |
| 20      | 55 | Tiny Lund       | Lyle Stelter                | Ford        | 6     | 0    | 0          |
| 21      | 49 | G.C. Spencer    | GC Spencer Racing           | Ford        | 4     | 0    | 0          |
| Källor: |    |                 |                             |             |       |      |            |